# Одинокий Зуко
«Одинокий Зуко» (англ. Zuko Alone) — седьмой эпизод второго сезона американского мультсериала «Аватар: Легенда об Аанге».

## Сюжет
Одинокий Зуко путешествует по миру. Он видит, как другие странники жарят на костре еду, и хочет их ограбить, но когда замечает, что среди них беременная женщина, то не делает этого. Он прибывает в небольшой город царства Земли и закупается на рынке. У прилавка мальчик кидает яйцо в стражника армии Земли и прячется. Командир отряда думает, что это сделал Зуко. Затем он отбирает у него товар, после чего угрожает юноше, что если тот не уйдёт из города, то прикончит его, и солдаты-разбойники уходят. Продавец возмущается, что армия вместо защиты от людей Огня только грабит свой народ. Мальчик Ли благодарит Зуко за то, что тот не выдал его, и отводит к себе домой, чтобы накормить.
Зуко чинит крышу с Гансу, отцом Ли, а мальчик задаёт ему нескромные вопросы. Зуко не отвечает на них, а отец Ли просит сына успокоиться. Когда Ли спрашивает героя про его шрам, Зуко попадает себе молотком по пальцу. Он вспоминает, как кормил с мамой утко-черепах в своём саду, бросив в животное яйцо. Мама зверёныша набрасывается на Зуко из-за этого, а Урса, мать Зуко, объясняет сыну, что любая мама встанет на защиту своего дитя. Далее когда он идёт с ней по террасе, его видит Мэй и смущается. Азула замечает влюблённость подруги в брата и просит маму, чтобы она отпустила Зуко поиграть с ними. Азула ставит на голову Мэй яблоко и поджигает его. Зуко бросается его тушить и падает с Мэй в фонтан. Азулу и Тай Ли это веселит. Затем семья Зуко получает письмо от его дяди Айро, что тот на пороге Ба-Синг-Се. Он высылает им подарки: Зуко получает кинжал сдавшегося военачальника из царства Земли, а Азула — куклу, которая ей сразу не понравилась. Она говорит, что если дядя не вернётся с войны, то отец станет следующим Хозяином Огня. Мать отчитывает её за такое поведение, и Азула сжигает куклу.
В настоящем ночью Зуко спит в сарае семьи Ли. Мальчик берёт его мечи и машет ими в поле. Когда Зуко замечает это, он подходит к нему и учит Ли правильно держать и использовать их, практикуя его. На следующий день командир Гоу со своими воинами прибывает к их дому и сообщает Гансу, что его старший сын попал в плен. Солдаты абсолютно безразличны к их горю, и они не стесняются ехидничать над этим, что злит Гансу. Зуко встаёт на защиту приютившей его семьи, и Гоу с приспешниками уезжает. Отец собирается на войну, чтобы вернуть старшего сына домой. Ли просит Зуко остаться, но он отвечает, что ему надо ехать. Зуко дарит Ли на память тот самый кинжал. В следующем флешбэке Азула рассказывает маленькому Зуко, что их кузен Лу Тен, сын Айро, погиб на войне. Из-за этого дядя проиграл сражение и возвращается домой. Мать созывает детей на семейную аудиенцию у Хозяина Огня Азулона. Там Азула показывает, чему научилась, и её отец, Озай, с дедом довольны. Когда Зуко показывает свои навыки, у него ничего не получается. Мать поддерживает сына, что несмотря на провалы он продолжает бороться. Азулон говорит всем уйти, кроме Озая. Дети подслушивают их разговор. Он просит Азулона лишить Айро первородства и назначить его наследником престола. Хозяин Огня злится на Озая за такую подлость и собирается наказать. Зуко убегает, а Азула продолжает смотреть. После она рассказывает брату, что отец хочет его убить, но он не верит ей.
В настоящее время Зуко лежит на холме, повторяя, что «Азула всегда врёт». К нему приезжает мать Ли и говорит, что военные приходили к ним за едой, а Ли достал нож. Они пленили его и сказали, что если он может драться, то будет служить в армии. Зуко без колебаний соглашается забрать её сына и вернуть домой, после чего направляется в город. Зуко потребовал от солдат отпустить мальчика, и после того, как Гоу сказал, что Зуко слишком много о себе возомнил, парень высказывает солдатам всё, что о них думает, и что думают жители городка. Рядовые нападают на него, но он их с лёгкостью побеждает. Затем с ним сражается командир Гоу. Люди поддерживают Зуко. Однако военный с помощью магии Земли одолевает юношу. Тот вспоминает, как видел свою мать последний раз и что она сказала ему помнить, кто он на самом деле. Зуко всё же поднимается и применяет огненную магию, раскрывая себя. Он побеждает Гоу и говорит ему, кто он такой. Старик, болеющий сначала за Зуко, кричит ему, что знает о его изгнании, и что тот больше не является принцем. Мать Ли освобождает сына, а когда Зуко подходит к ним, то не подпускает его. Он хочет отдать Ли кинжал, но тот не берёт его и заявляет, что ненавидит Зуко. Далее герой вспоминает, как искал маму. Встретив Азулу в коридоре, он заметил у неё свой нож и сказал вернуть, но та не хотела этого делать, ведь больше её никто не мог заставить. Она также сообщает, что дед умер. Зуко всё же отбирает кинжал и бежит к отцу в саду, спрашивая где мать, но тот молчит. Зуко догадывается, что случилось, и печалится. На церемонии после похорон Азулона королевский канцлер назначает Озая Хозяином Огня по завещанию первого. В настоящем, Зуко покидает городок царства Земли; ему в спину злобно смотрят жители.

## Отзывы

Динамика оценок IGN к эпизодам 2 сезона мультсериала

Тори Айрленд Мелл из IGN поставил эпизоду оценку 9,1 из 10 и написал, что «воспоминания детства, показ разницы между Азулой, его матерью и отцом, действительно проливает много света на то, откуда Зуко». Рецензент написал, что «это был очень глубокий, многослойный эпизод». Он добавил, что «помимо самого Зуко, у нас была возможность увидеть, насколько глубока ненависть к нации Огня», ведь «семья, которая приняла Зуко, быстро изменила своё отношение к нему, узнав, кто он, даже после всей той помощи, которую он им оказал».
Хайден Чайлдс из The A.V. Club назвал эпизод «фантастическим». Он посчитал, что «„Одинокий Зуко“ выводит „Аватара“ на новый уровень». Критик подметил, что воспоминания Зуко «показывают, как мать превратила его в человека, которым он является, в то время как Азула последовала за своим отцом, страдающим манией величия». Рецензент написал, что «Озай показан коварным ублюдком», но в то же время «зловеще таинственным». В конце Чайлдс пишет, что «трудно говорить о реализме в волшебном мире „Аватара“, но „Одинокий Зуко“ демонстрирует именно реализм». Хайден добавил, что «Зуко всегда был одним из самых реалистичных и неотразимых персонажей мультсериала, и этот эпизод даёт ему значимую предысторию». В конце он подметил, что «возможно, это не имеет ничего общего с основным действием шоу, но имеет прямое отношение к эмоциональному росту Зуко».
Уинстон Уоллес из Comic Book Resources подметил, что «зрители видят, насколько Зуко близок со своей мамой и каким счастливым он был раньше», а с другой стороны «аудитория также видит негативную динамику отношений между Зуко и его отцом». В статье было также написано про то, что в эпизоде раскрывается происхождение имени Азулы. Уоллес пишет: «Она названа в честь Хозяина Огня Азулона, её деда. Озай рассказывает об этом на семейном собрании, сразу после того, как Азула устроила небольшую демонстрацию. Имена имеют большое значение. Это может указывать на то, почему Озай предпочитает Азулу Зуко». Сотрудник из CBR также написал про начальную сцену с беременной женщиной, подметив, что влюблённая пара ещё появится в эпизоде «Змеиный перевал».
Screen Rant и CBR поставили серию на 2 место в топе лучших эпизодов 2 сезона мультсериала по версии IMDb. Кевин Таш из Collider включил серию в список «7 важнейших эпизодов» мультсериала. Screen Rant также включил серию в топ лучших эпизодов по версии Reddit.